# Sympherta tenthredinarum
Sympherta tenthredinarum là một loài tò vò trong họ Ichneumonidae.